# Eurovision Young Musicians 1996
Der 8. Eurovision Young Musicians (EYM) fand am 12. Juni 1996 im Centro Cultural de Belém in Lissabon statt. Ausrichter war RTP, die erstmals diesen Wettbewerb ausrichtete. Auch war es der erste Eurovisionswettbewerb der in Portugal stattfand.
Sieger der Ausgabe 1996 wurde die deutsche Violinistin Julia Fischer. Es war dies der zweite Sieg Deutschlands nach 1982. Es war dies das zweite Jahr in Folge bei dem sich kein männlicher Interpret unter den besten drei befand.

## Teilnehmer

Länder, die 1996 teilgenommen haben
Länder, die bereits im Halbfinale ausgeschieden sind
Länder, die in der Vergangenheit teilgenommen haben, jedoch nicht 1996

Insgesamt nahmen 22  Länder teil, wobei nur 18 davon bekannt sind. Unklar ist somit ob Dänemark, Kroatien, Litauen, Mazedonien, Schweden oder Ungarn teilgenommen haben.

### Zurückkehrende Teilnehmer
Mit David Cohen für Belgien und Manolis Neophytou für Zypern kehrten zwei Interpreten zum Wettbewerb zurück, die bereits bei der vorangegangenen Austragung teilgenommen hatten. Neophytou hatte zudem bereits 1992 teilgenommen.
| Land    | Interpret         | Vorherige Teilnahmen |
| ------- | ----------------- | -------------------- |
| Belgien | David Cohen       | 1994                 |
| Zypern  | Manolis Neophytou | 1992, 1994           |

## Halbfinale
Wie im Vorjahr fand ein Semifinale statt, um die Show in einen angemessenen zeitlichen Rahmen zu bringen. Über die Stücke ist nichts bekannt. Folgende Länder schieden aus:
| Land                   | Interpret              | Instrument |
| ---------------------- | ---------------------- | ---------- |
| Belgien                | David Cohen            | Cello      |
| Finnland               | Jussi Makkonen         | Cello      |
| Griechenland           | Angelos Liakakis       | Cello      |
| Irland                 | Gerald Peregrine       | Cello      |
| Portugal (Gastgeber)   | Raquel Queirós         | Violine    |
| Russland               | unbekannt              | Violine    |
| Slowenien              | Gal Faganel            | Cello      |
| Spanien                | Maia Turullols         | Klavier    |
| Vereinigtes Königreich | Rafał Zambrzycki-Payne | Violine    |
| Zypern                 | Manolis Neophytou      | Klavier    |
| Unbekannt              | unbekannt              | unbekannt  |
| Unbekannt              | unbekannt              | unbekannt  |
| Unbekannt              | unbekannt              | unbekannt  |
| Unbekannt              | unbekannt              | unbekannt  |

## Finale
Das Finale fand am 12. Juni 1996 statt. Acht Länder traten gegeneinander an, wobei nur die ersten drei Plätze bekanntgegeben wurden.
| Platz | Startnr. | Land        | Interpret         | Instrument | Stück                                                                        |
| ----- | -------- | ----------- | ----------------- | ---------- | ---------------------------------------------------------------------------- |
| 1.    | 8        | Deutschland | Julia Fischer     | Violine    | Havanaise in E major, op. 83 von Camille Saint-Saëns                         |
| 2.    | 6        | Österreich  | Lidia Baich       | Violine    | 1st movement of Concerto No. 5 for violin and orchestra von Henri Vieuxtemps |
| 3.    | 7        | Estland     | Hanna Heinmaa     | Klavier    | Concerto for Piano and Orchestra in F major von W.A. Mozart                  |
| –     | 1        | Norwegen    | Gunilla Süssmann  | Klavier    | –                                                                            |
| –     | 2        | Schweiz     | Antoine Rebstein  | Klavier    | –                                                                            |
| –     | 3        | Polen       | Maria Nowak       | Violine    | –                                                                            |
| –     | 4        | Lettland    | Baiba Skride      | Violine    | –                                                                            |
| –     | 5        | Frankreich  | Fanny Clamagirand | Violine    | Fantaisies sur Carmen von Pablo de Sarasate                                  |

## Übertragung
Folgende Fernsehstationen übertrugen den Wettbewerb:
| Land                   | Sender              |
| Teilnehmende Länder    | Teilnehmende Länder |
| ---------------------- | ------------------- |
| Belgien                | RTBF                |
| Deutschland            | ZDF                 |
| Estland                | ETV                 |
| Finnland               | Yle TV1             |
| Frankreich             | France 3            |
| Griechenland           | ERT                 |
| Irland                 | RTÉ                 |
| Lettland               | LTV                 |
| Norwegen               | NRK                 |
| Österreich             | ORF                 |
| Polen                  | TVP                 |
| Portugal               | RTP                 |
| Schweiz                | SRG SSR             |
| Slowenien              | RTV SLO             |
| Spanien                | TVE                 |
| Vereinigtes Königreich | BBC                 |
| Zypern                 | CyBC                |